# Stammliste des Hauses Saffenberg

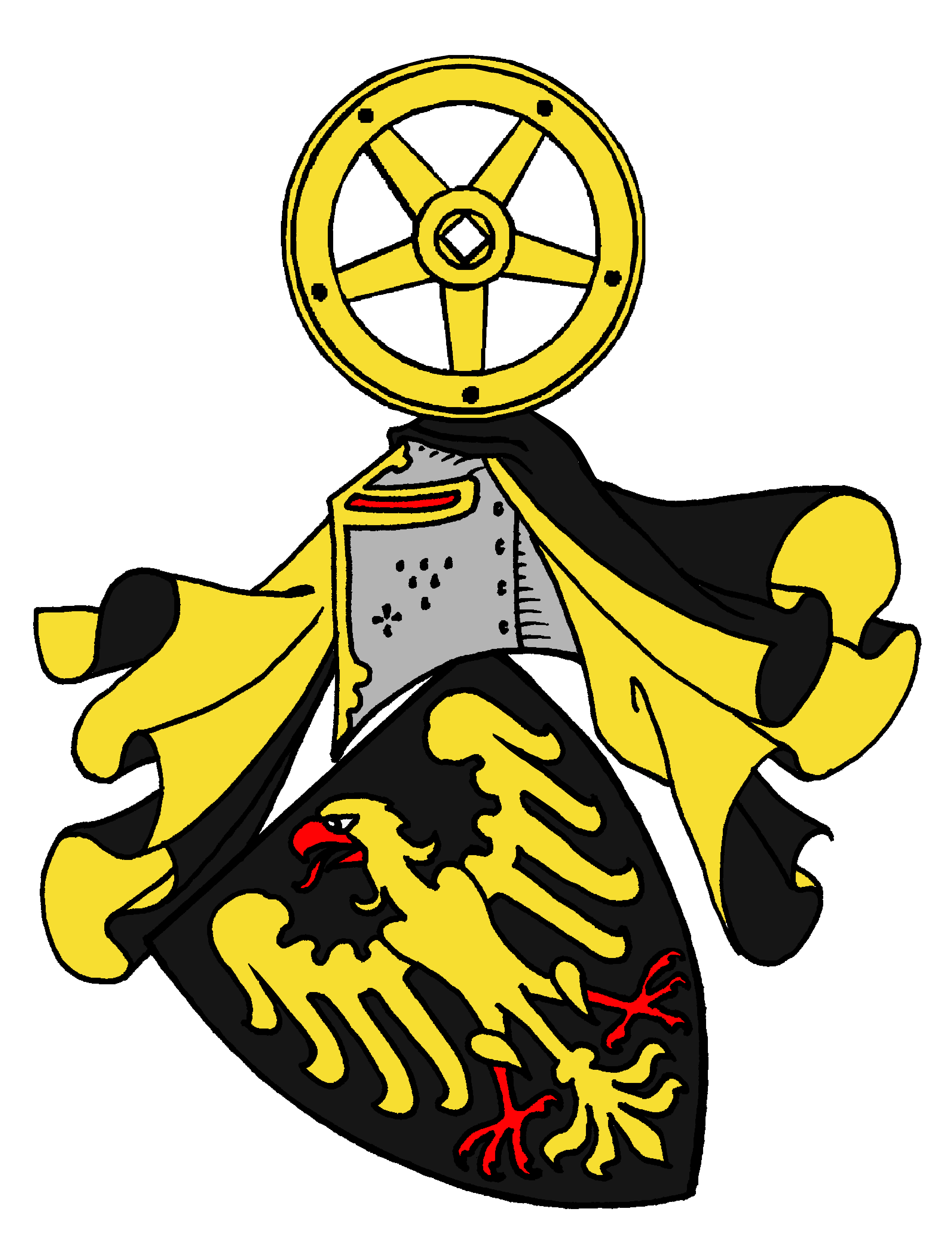
Wappen des Hauses Saffenberg

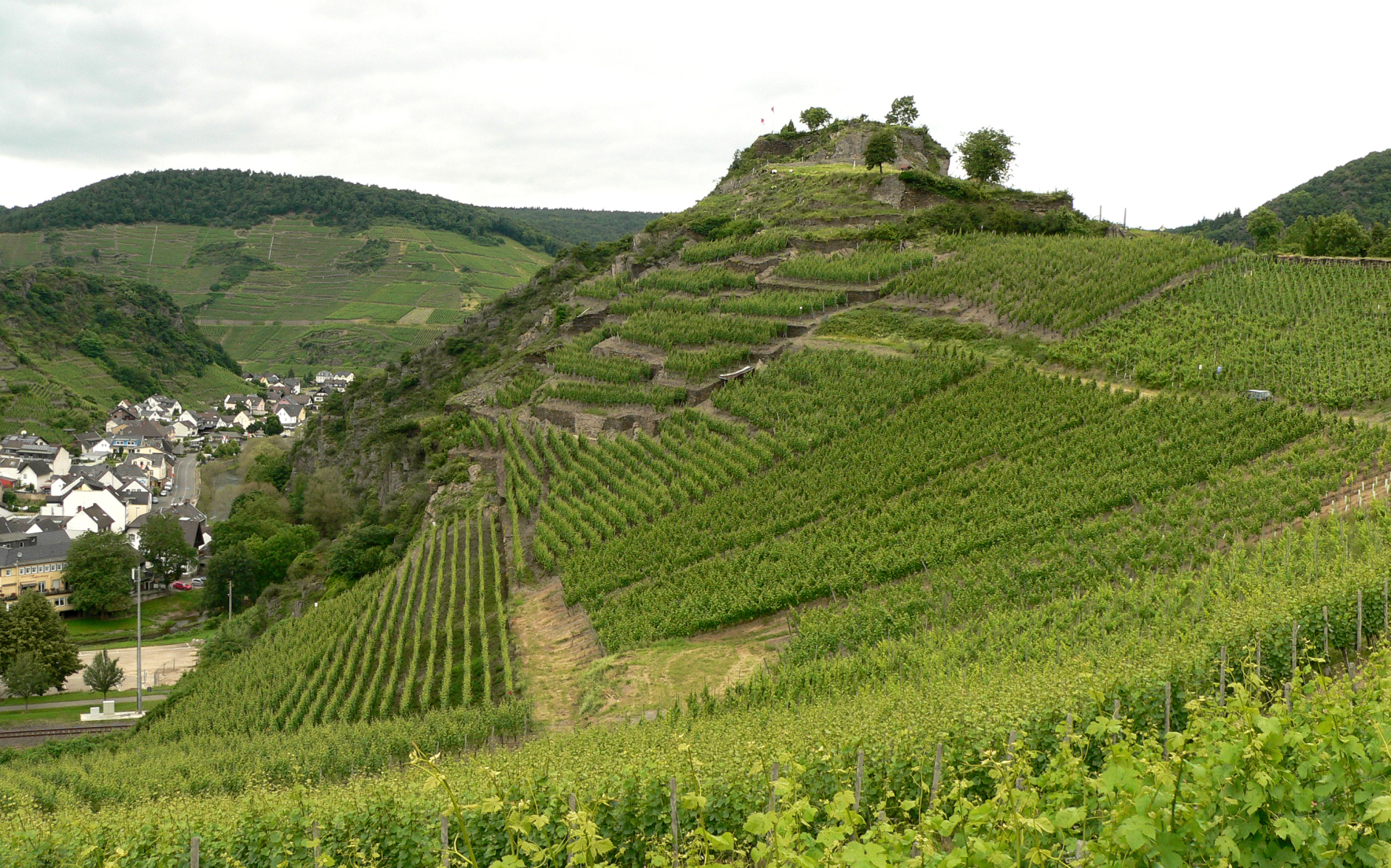
Burg Saffenberg an der Ahr

Die Stammliste des Hauses Saffenberg enthält die Mitglieder des Grafenhauses Saffenberg, das für zwei Jahrhunderte in der Eifel sämtliche Grafschaften regierte. Nach der in der zweiten Hälfte des 11. Jahrhunderts erbauten Burg Saffenburg nannte sich Adalbert I. von Saffenberg erstmals im Jahr 1090. Seine Vorfahren waren Grafen von Nörvenich und im Keldachgau und stammten wahrscheinlich von den Ezzonen ab. Den Höhepunkt erlebte das Adelsgeschlecht im 12. Jahrhundert, als Adolf II. von Saffenberg durch seine Heirat mit Margarete von Rötz die Grafschaften im Köln- und Ruhrgau sowie die Domvogtei von Köln erlangte. 1152 wurde die Grafschaft geteilt, wodurch die Linien Saffenberg und Saffenberg-Nörvenich entstanden. Als die Familie gerade trotz Erbteilungen ihren territorialen Höhepunkt erreichte, starb sie bereits Anfang des 13. Jahrhunderts aus. Teile der Grafschaft Saffenberg gingen an die Grafen von Sayn, andere Teile gelangten an die Häuser Jülich und Dyck.

## Die Grafen von Saffenberg
1. Adolf I. (* um 975; † um 1041), Graf im Keldachgau, Vogt von Deutz, Sohn von Hermann I. († 996), Graf im Bonngau, Eifelgau und in Gerresheim[1] → Vorfahren siehe hier, Ezzonen
  1. Hermann I. (* um 1002; † nach 1056), Vogt von Deutz, St. Severin und Werden[1]
  2. Adolf II. (* um 1005; † 1058), Graf im Keldachgau[2]
    1. Hermann II. (* um 1027; † 1075 oder 1091), Graf von Saffenberg, 1081 Graf von Nörvenich, Vogt von Kornelimünster und St. Martin in Köln,[3] ⚭ Gepa (* um 1032; † 1108), Tochter von Adalbert von Werl, Graf im Emsgau[3]
      1. Adalbert I. (* um 1050; † 16. Dezember 1109, ▭ 1110 in Klosterrath)[4], Graf von Saffenberg und Nörvenich, Vogt von Vogt von Kornelimünster und St. Martin, 1104 Vogt der Abtei Klosterrath,[5] ⚭ nach 1073 Mathilde (* um 1050; † 4. November 1110 auf Burg Hollende)[4], war in erster Ehe mit Giso III. verheiratet
        1. Adolf I. (* um 1087; † 1147), 1109–1147 Graf von Saffenberg und Nörvenich,[6] 1122–1147 Graf im Köln- und Ruhrgau, Graf im Roergau, Vogt von Kloster Marienthal und der Abtei Klosterrath, ab 1122 Vogt von St. Cassius in Bonn und Domvogt von Köln,[7] ⚭ 1122 Margarete (* um 1100; † nach 18. Juli 1134), Tochter des Luitpoldingers Engelbert (* um 1070; † nach 1125), Graf von Schwarzenburg und Rötz[7]
          1. Mathilde (* um 1122; † 2. Januar 1145), brachte als Mitgift die Herrschaft Rode und die Vogtei Klosterrath an ihren Ehemann,[8] ⚭ 1135 Heinrich II. (* um 1110; † August 1167 bei Rom), 1139–1167 Herzog von Herzog von Limburg
          2. Hermann III. (* um 1124; † 1172), 1147–1172 Graf von Saffenberg, Herr von Müllenark, Domvogt von Köln,[9] ⚭ N.N. von Müllenark, Erbin von Müllenark, Tochter von Gerhard I. (* um 1100; † 1145), Besitzer des Guts Müllenark[10]
            1. Agnes (* um 1150; † 21. April 1200 oder 27. Mai 1201), Erbin der Hälfte von Saffenberg und von Schloss Hülchrath,[11] ⚭ um 1173 Heinrich II. (* um 1140; † 1205), 1176–1203 Graf von Sayn
            2. N.N. (* um 1155), Erbin von Müllenark, ⚭ Konrad von Diest († nach 1216)

          3. Adalbert II. (* um 1127; † nach 1152), 1147–1152 Graf von Saffenberg-Nörvenich, Graf von Bonn und Vogt von St. Cassius in Bonn,[12] ⚭ Adelheid (* um 1130; † nach 1145), Erbin der Waldgrafschaft, Tochter von Heinrich I. von von Cuyk, Burggraf von Utrecht[12]
            1. Adalbert III. (* um 1145; † 21. Mai 1177), 1152–1177 Graf von Saffenberg-Nörvenich, Graf von Maubach und Waldgraf im Osning aus dem mütterlichen Erbe,[13] ⚭ Adelheid (* um 1145; † 1196), Tochter von Friedrich I. (* um 1112; † 1150/1154), vor 1141–1150 Graf von Vianden[13]
              1. Alveradis (* um 1160; † 1216), Erbin der Vogtei über St. Georg und der Grafschaft von Maubach und Osning, I. ⚭ Wilhelm II. († 1207), 1176–1207 Graf von Jülich, Sohn von Wilhelm I. († 1176), 1136–1176 Graf von Jülich, II. ⚭ Otto II. († um 1245), Graf von Hochstaden, Begründer der Linie Wickrath, Sohn von Otto I. († vor 1162), Graf von Are und Hochstaden[13]

            2. Alveradis (* um 1150), ⚭ Heinrich III. († um 1188/1189), Graf von Kessel[12]

          4. Adolf II. (* um 1130; † nach 1166), 1147–1166 Graf von Saffenberg, Vogt von St. Georg und Kloster Marienthal,[14] ⚭ Kuniza (* um 1130; † 1178), Tochter von Hermann (* um 1100; † um 1173), Herr von Reifferscheid[14]
            1. Adalbert IV. (* um 1165; † nach 1211), 1166–1172 Graf von Saffenberg, 1172–1211 Graf der Hälfte von Saffenberg, ⚭ Beatrice[14]
              1. N.N. (* um 1200/1210; † 1250), Miterbin von Saffenberg, ⚭ Wilhelm von Dyck (* um 1200; † nach 1250)

        2. Petrissa (* um 1078; † 1147), ⚭ Hermann I. (* um 1078; † nach 1156), 1110 Ministeriale im Zülpichgau, 1120–1124 Graf von Hengebach
        3. Hermann (* um 1090; † nach 1148), Probst von Xanten[5]

      2. Adolf (* um 1065; † nach 1081), Graf von Nörvenich

    2. Adolf (* um 1030; † um 1082), Vogt von Gerresheim, Werden, Deutz und Berg[15]
      1. Adolf I. (* um 1050; † 31. Juli 1106), Vogt von Gerresheim, Werden, Deutz und Berg, Graf von Berg und Hövel[16] → Nachfahren siehe hier, Haus Berg

  3. Erenfried, Probst von St. Severin